# 高嶺鎮駅
高嶺鎮駅（コリョンジンえき、朝鮮語: 고령진역）は、朝鮮民主主義人民共和国咸鏡北道会寧市にある、朝鮮民主主義人民共和国鉄道省咸北線の鉄道駅である。

## 歴史
- 1920年1月5日：開業[1]。

## 隣の駅
朝鮮民主主義人民共和国鉄道省
咸北線
金生駅 - 高嶺鎮駅 - 新鶴浦駅